# 维勒布
维勒布（法語：Villebout，法語發音：[vilbu]）是法国卢瓦-谢尔省的一个市镇，属于旺多姆区。

## 地理
维勒布（47°59'22"N, 1°10'41"E）面积11.21 平方千米，位于法国中央-卢瓦尔河谷大区卢瓦-谢尔省，该省份为法国中北部省份，北起厄尔-卢瓦省，东北接卢瓦雷省，东南接谢尔省，南至安德尔省，西南接安德尔-卢瓦尔省，西北接萨尔特省。
与维勒布接壤的市镇（或旧市镇、城区）包括：方丹拉乌勒、埃格沃讷河畔吕昂、圣让弗鲁瓦芒泰勒、克卢瓦三河镇。

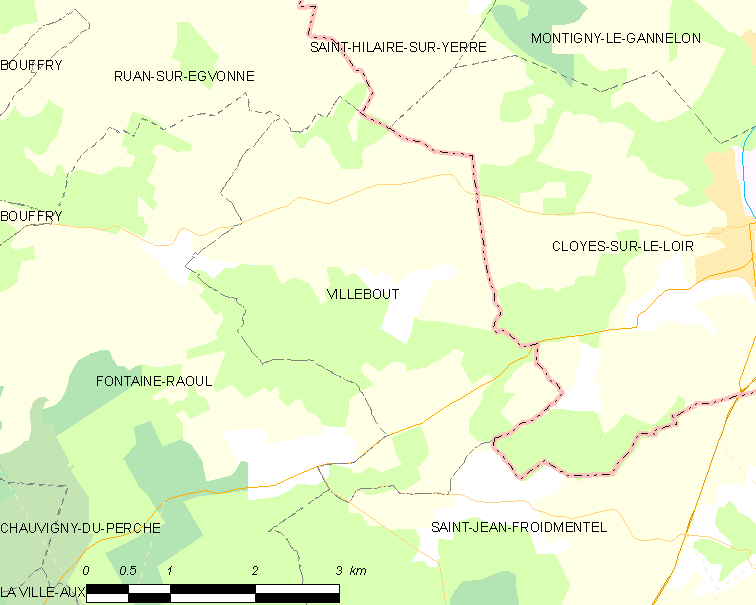
维勒布的OSM定位图

维勒布的时区为UTC+01:00、UTC+02:00（夏令时）。

## 行政
维勒布的邮政编码为41270，INSEE市镇编码为41277。

## 政治
维勒布所属的省级选区为佩尔什县。

## 人口

1962-2008年间维勒布人口变化图示

维勒布于2022年1月1日时的人口数量为119人。